# Comté de Sherman (Texas)
Pour les articles homonymes, voir Comté de Sherman.
Le comté de Sherman, en anglais : Sherman County, est un comté situé dans l'extrême nord de l'État du Texas aux États-Unis. Il est nommé en l'honneur de Sidney Sherman (en), un soldat de la révolution texane. Le siège de comté est la ville de Stratford. Selon le recensement de 2020, sa population est de 2 782 habitants. 

## Géographie
Le comté a une superficie de 2 391 km2, dont la presque totalité en surfaces terrestres.
| Comté de Cimarron Oklahoma | Comté de Texas Oklahoma |                     |
| Comté de Dallam            | comté de Sherman        | Comté de Hansford   |
| Comté de Hartley           | Comté de Moore          | Comté de Hutchinson |

## Démographie
| Groupe                           | Comté de Sherman | Texas | États-Unis |
| -------------------------------- | ---------------- | ----- | ---------- |
| Blancs                           | 88,3             | 70,4  | 72,4       |
| Autres                           | 8,7              | 10,6  | 6,4        |
| Métis                            | 1,5              | 2,7   | 2,9        |
| Amérindiens                      | 0,8              | 0,7   | 0,9        |
| Afro-Américains                  | 0,5              | 11,9  | 12,6       |
| Asiatiques                       | 0,2              | 3,8   | 4,8        |
| Total                            | 100              | 100   | 100        |
|                                  |                  |       |            |
| Hispaniques et Latino-Américains | 40,4             | 37,6  | 16,7       |

Selon l'American Community Survey, pour la période 2011-2015, 67,00 % de la population âgée de plus de 5 ans déclare parler anglais à la maison, alors que 32,59 % déclare parler l’espagnol et 0,41 % une autre langue.